# Mythicomyia galbea
Mythicomyia galbea är en tvåvingeart som beskrevs av Axel Leonard Melander 1961. Mythicomyia galbea ingår i släktet Mythicomyia och familjen svävflugor. Inga underarter finns listade i Catalogue of Life.